# غولدفينغر
غولدفينغر (بالإنجليزية: Goldfinger)‏ هي رواية لإيان فلمنغ وهي سابع رواية لسلسلة روايات جيمس بوند كتبت ما بين شهري يناير وفبراير 1958 ونشرت في 29 مارس 1959 من جوناثان كيب للنشر. القصة تتكلم عن جيمس وملاحقته لأنشطة تهريب لأوريك غولدفينغر وألذي يشتبه أيضاً بكونه عضو في سميرش إحدى أجهزة المخابرات السوفيتية.